# Paul Hazard
Paul Hazard, född 30 april 1878 i Noordpeene, död 12 april 1944 i Paris, var en fransk litteraturhistoriker.
Hazard blev 1911 professor i komparativ litteraturhistoria i Lyon, 1925 vid Collège de France. Hazard var vid sidan av Fernand Baldensperger Frankrikes främste komparative litteraturforskare, specialist på interromanska litteraturförbindelser. 
Hazards huvudarbeten är La révolution française et les lettres italiennes (1911), Leopardi (1913), Stendahl (1927), Études critiques sur Manon Lescaut (1929) och Don Quichotte (1930). Hazard var medredaktör för Revue de litérature comparée och utgav tillsammans med Joseph Bédier L'histoire illustrée de la litterature française (1923–1924).